# Högteknologi

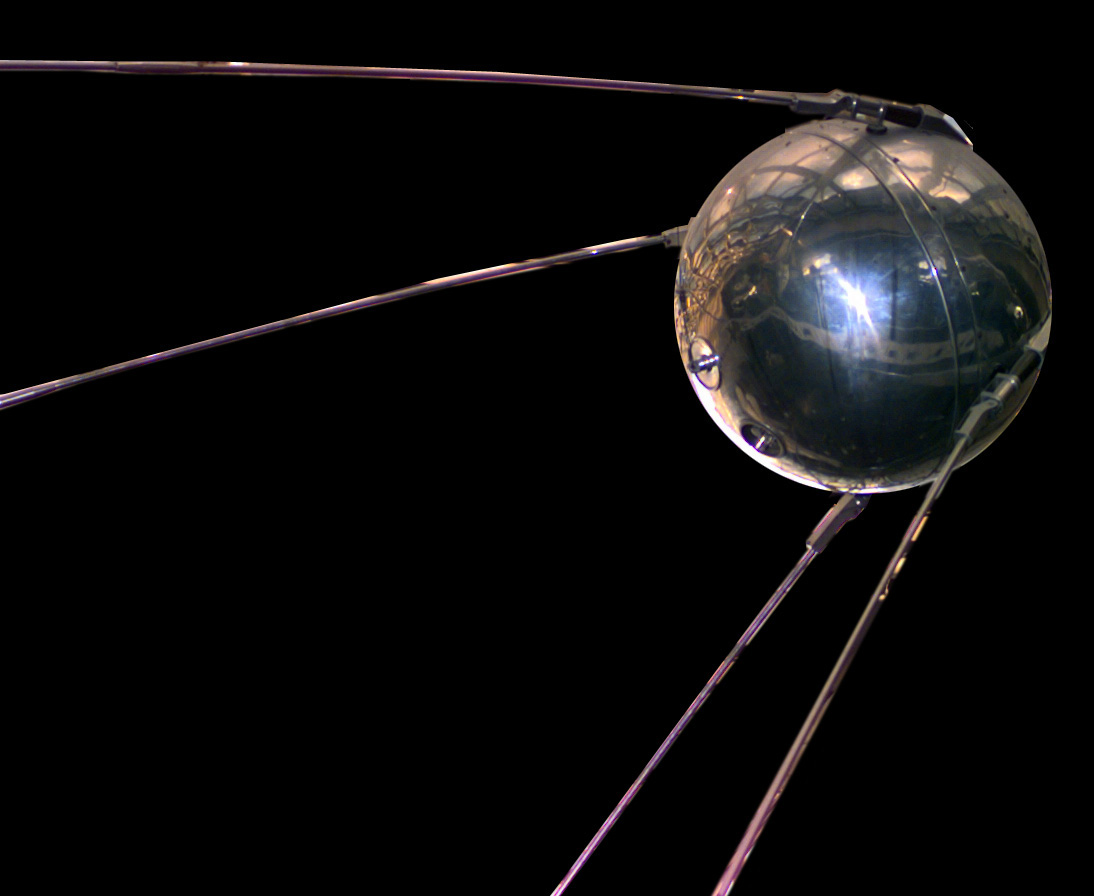
Sputnik - årsbarn med begreppet High technology.

Högteknologi är studiet av och forskning om avancerad teknologi, på framkant av vad som är möjligt att åstadkomma. Högtekniska produkter och tjänster är baserade på ny och avancerad teknik där forskning och utveckling utgör en stor del av kostnaden.
På grund av den tekniska utvecklingen varierar det över tiden vilka teknikområden, och mer exakt vilken teknologisk nivå, som betraktas som högteknologi.
Begreppet högteknologi är flitigt utnyttjat i marknadsföringssammanhang, men torde där användas mer slarvigt och betrakta nästan vilken "ny" produkt som helst.
Utnyttjandet av det engelska begreppet high technology finns belagt åtminstone tillbaka till 1957, då New York Times hade en artikel om framtida utnyttjande av kärnkraft i Västeuropa som innehöll frasen "...Western Europe, with its dense population and its high technology...". Av en händelse är detta samma år som den sovjetiska satelliten Sputnik sköts upp, och blev en tydlig symbol för tekniska framsteg. Nationalencyklopedins ordbok anger att det svenska ordet högteknologi har använts sedan 1979.